# Кампания Бристоу
Кампания Бристоу (Bristoe Campaign) представляла собой серию небольших сражений на территории Вирджинии в октябре и ноябре 1863 года во время американской гражданской войны. Генерал Джордж Мид, командующий Потомакской армией, предпринял серию неудачных маневров с целью разбить Северовирджинскую армию генерала Ли. Однако Ли ответил обходным маневром, который вынудил Мида отступить к Сентервиллю. Ли атаковал Мида у Бристо-Стейшен, но понес тяжелые потери и вынужден был отступать. Мид снова двинулся на юг и нанес противнику тяжелое поражение у Раппаханок-Стейшен 7 ноября, отбросив Ли за реку Рапидан. Помимо пехотных сражений, имели место несколько кавалерийских: при Оберне 13 октября и Второе сражение при Оберне 14 октября. За время кампании погибло 4815 человек с обеих сторон.

## Предыстория
После неудачи в сражении при Геттисбеге в июле 1863 года генерал Ли отвел войска за Потомак и вернулся в Вирджинию. Он разместил войска за рекой Рапидан, в округе Оранж. На Севере многие критиковали генерала Мида за то, что он не смог уничтожить армию Ли, поэтому он спланировал новое наступление на осень, чтобы восстановить репутацию.
В начале сентября Ли отправил две дивизии корпуса Лонгстрита на усиление Теннессийской армии перед сражением при Чикамоге. Таким образом, если к 10 августа Ли сумел увеличить численность своей армии до 58 000 человек, то уход Лонгстрита сократил её до 46 000.
Мид решил воспользоваться этим ослаблением противника. В августе он подошел к реке Раппаханок, а 13 сентября перешел Раппаханок и после сражения у Калпепера занял город Калпепер. Мид решил воспользоваться своим численным превосходством и осуществить обходной маневр, примерно такой же, который планировал генерал Хукер во время сражения при Чанселорсвилле. Однако, 20 сентября северяне были разбиты у Чикамоги, и в результате 24 сентября два федеральных корпуса — XI и XII, были отправлены в Теннесси, что сильно сократило силы Мида.
Ли узнал о перемещении федеральных корпусов, поэтому в начале октября начал наступление вокруг Кедровой Горы, рассчитывая обойти правый фланг Мида. Мид все еще сохранял численное превосходство, но не решился сражаться на невыгодной позиции и приказал армии отступать на север по линии железной дороги Оранж-Александрия.

## Сражения

### Бристоу-Стейшен
14 октября III-й корпус Эмброуза Хилла, преследуя отступающий V-й федеральный корпус, вышел к станции Бристо. Дивизия Генри Хета была послана атаковать арьергарды V-го корпуса, но неожиданно появился II-й федеральный корпус и дивизии пришлось менять направление атаки. Люди Хета попали под артиллерийский, а затем и под винтовочный огонь, но смогли ворваться на позиции бригады полковника Джеймса Меллона (из дивизии Александра Вебба). Но долго продержаться им не удалось, Вебб сумел отбить атаку и организовал контратаку, в результате которой было захвачено пять орудий. На другом участке дивизия Ричарда Андерсона атаковала линии дивизии Александра Хайса, но также была отбита. В этой атаке был смертельно ранен генерал Кернот Посей. Два бригадных командира в дивизии Хета были также тяжело ранены.
Северяне потеряли 540 человек, в их числе полковника Меллона. Южане потеряли 1380 человек. Уоррен, заметив приближение корпуса генерала Юэлла, решил отступить. Федеральная армия выиграла сражение, но была вынуждена отступать дальше.

### Баклэнд-Майлз
После неудачи у Бристо-Стейшен генерал Ли был вынужден остановить наступление на Сентервиль и начать отступление. Кавалерия Стюарта прикрывала его отход. Федеральная кавалерия Джадсона Килпатрика начала преследовать Стюарта по уоррентонской дороге, но 19 октября попала в засаду около Чеснат-Хилл и была обращена в бегство. Стюарт преследовал бегущего противника на протяжении 8 миль. Это событие вошло в историю под названием «Баклэндские гонки».

## Последствия
Боевые действия были прекращены ввиду наступления зимы и генерал Ли отвел армию на зимовку в округ Оранж. Потомакская армия заняла окрестности станции Бренди и Калпепера.
За пять сражений кампании обе стороны потеряли вместе 4 815 человек, в их числа 1973 южан, захваченных в плен при Раппаханок-Стейшен. Ли и его офицеры были крайне разочарованы неудачами. Им не удалось достичь своих целей: разбить армию Мида или не дать ей перебрасывать подкрепления на запад. Федеральная армия осталась на хорошей позиции и её потери были невелики. Линкольн между тем продолжал настаивать на наступлении и Мид в конце ноября начал готовиться к кампании Майн-Ран.